# Somali Patriotic Movement
Die Somali Patriotic Movement oder Somalische Patriotische Bewegung (SPM) ist eine Kriegspartei im somalischen Bürgerkrieg, die 1989 gegründet wurde und im Süden Somalias in der Region Jubbada Hoose um die Stadt Kismaayo aktiv ist. Sie ging aus dem Clan der Darod, vor allem aus dessen Ogadeni-Subclan, hervor und richtete sich als eine von mehreren Rebellenbewegungen gegen die autoritäre Regierung Somalias unter Siad Barre.

Flagge der von der SPM-Harti ausgerufenen Republik Jubaland

Nach dem Sturz Barres zerfiel die SPM in zwei Faktionen: Während sich die SPM-Ogadeni oder SPM-SNA 1992 der Somalischen Nationalallianz und deren Führer Mohammed Farah Aidid anschloss, kämpfte die SPM-Harti unter Aden Abdullahi Nur Gabyow und Siad Hersi nun (erfolglos) für eine Rückkehr Barres.
1998 rief die SPM-Harti die Unabhängigkeit des südwestlichen Teils von Somalia als Jubaland aus. Ihr Hauptgegner in der Region, die Juba-Tal-Allianz, drängte sie jedoch zurück.